# Filialkirche Mühlrain

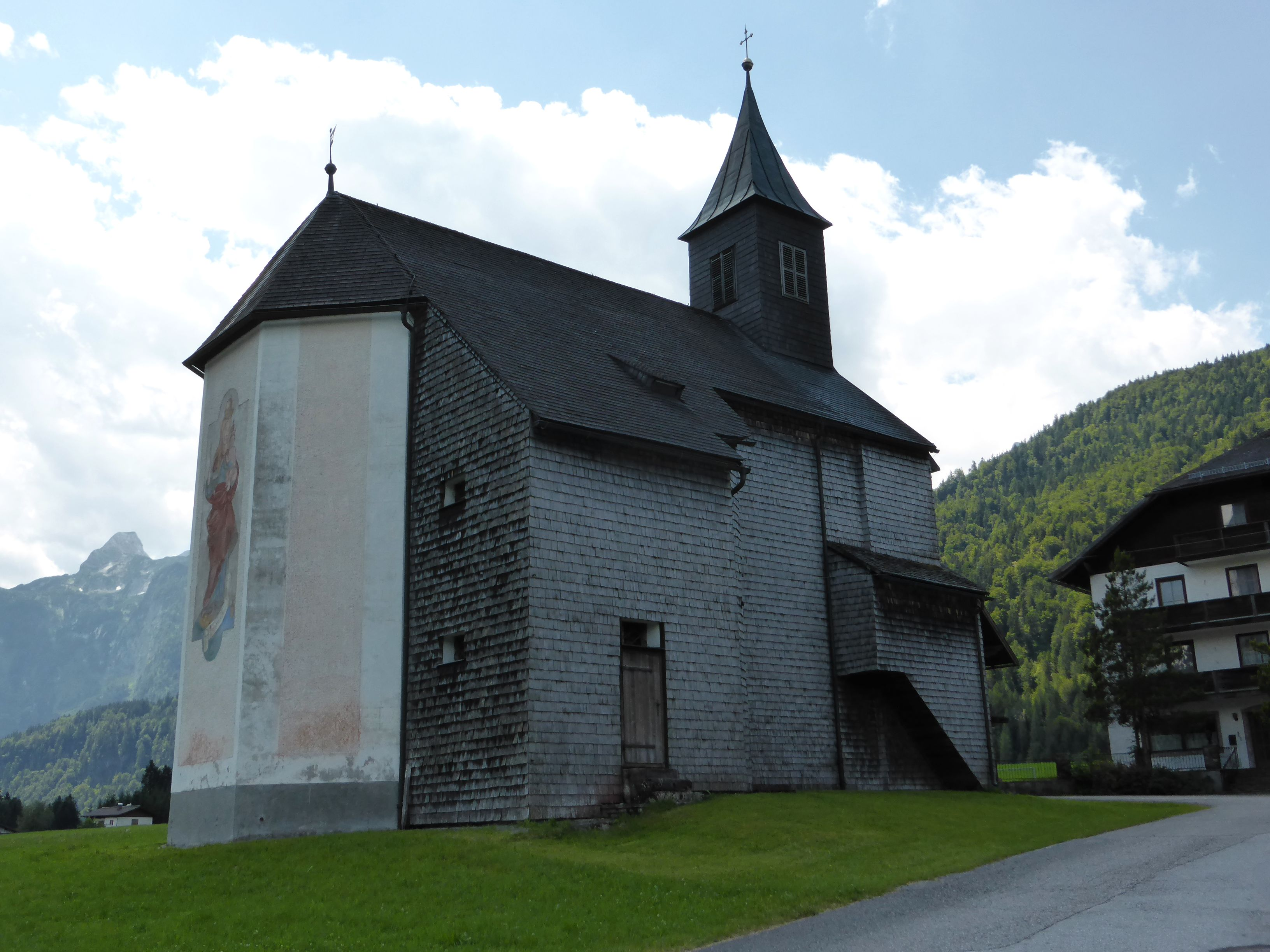
Geschindelte Nordseite (2014)

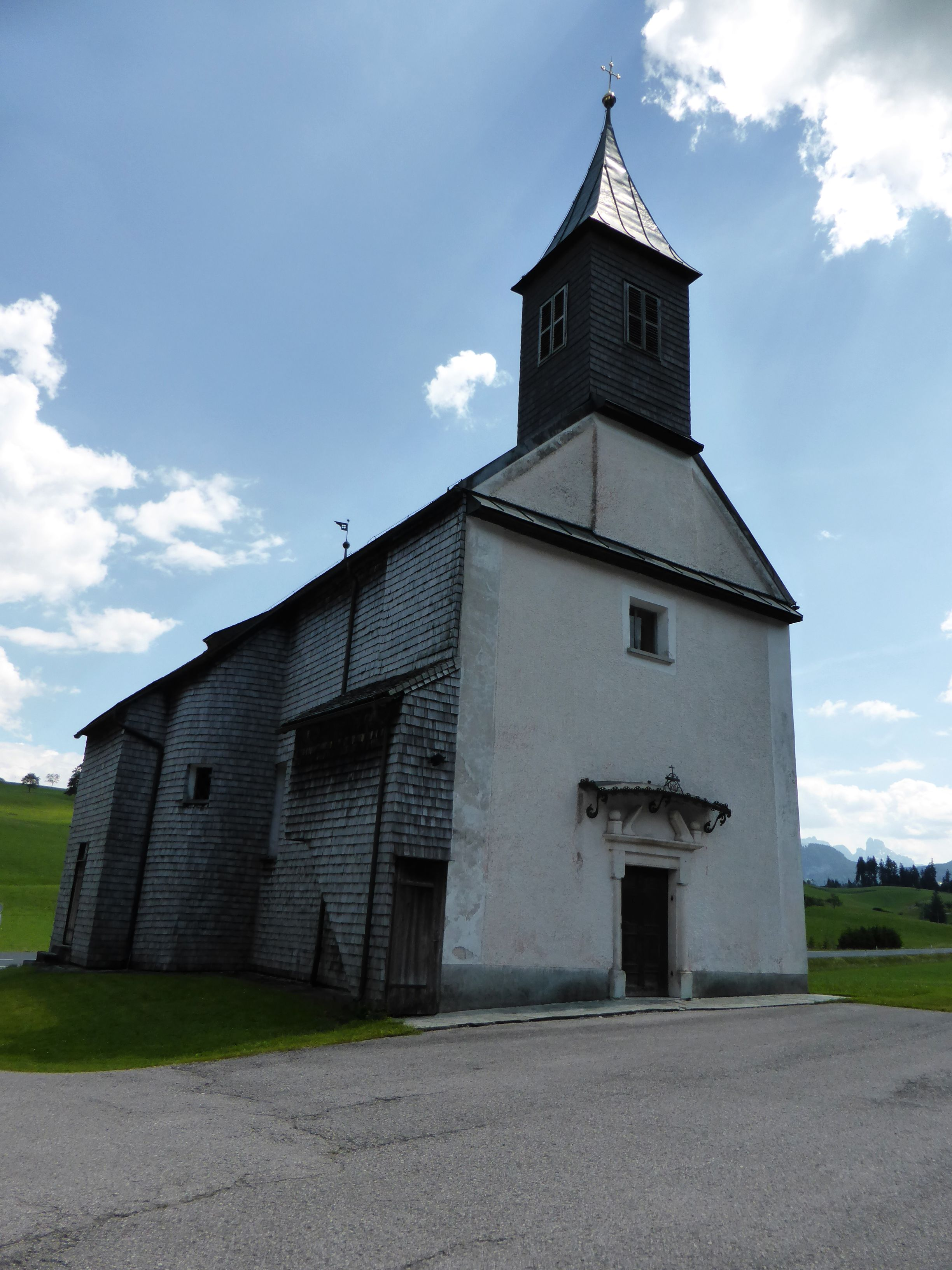
Vorderseite der Kirche (2014)

Die Filialkirche Mühlrain, nordwestlich von Abtenau an der Lammertal Straße gelegen, ist eine römisch-katholische Filialkirche der Pfarre Abtenau im Bezirk Hallein im Bundesland Salzburg. Sie ist Unserer lieben Frau geweiht.

## Geschichte
Im Jahr 1684 erbat sich der Bauherr dieser Kirche, Achatius Rösch, apostolischer Protonotar und Pfarrer von Haus im Ennstal, Altenmarkt und Radstadt, die Bauerlaubnis vom Abt des Stiftes St. Peter in Salzburg, Edmund I. Sinnhuber. Schon zuvor hat er die beiden Bauerngüter Ober- und Untermühlrain erworben.
In diesem Bauansuchen legt er auch gleich den Grund seines Ansuchens offen: Er habe „... ersagte zwei gitlein … zu deme erkaufft, damit dasselbsten an dem Orth und in der Pfarr, da ich geboren … und allwo Filial- oder Capellen nit vorhanden, … ich ain Capellen erbauen lasse.“
Auslöser für die Errichtung des Kirchleins dürfte aber nicht die Heimatliebe, sondern ein Gelübde gewesen sein, denn er schreibt auch von: „.. großer gnadenhilff der seeligsten Gottesgebährerin, in sonderheit 1669 im Pergfall zu Salzburg“ (Bei diesem Bergsturz der Mönchsbergwand wurden in der Nacht auf den 16. Juli 1669 in der Gstättengasse in Salzburg 13 Häuser zerstört, darunter auch das Priesterseminar. Es waren 220 Tote zu beklagen. Es wird jedoch nirgends angegeben, ob Achatius Rösch bei dem Naturereignis anwesend war.) Ein Epitaph im Inneren des Kirchleins erinnert an ihn. An dieser Stelle ist er auch begraben.
Heute ist diese kleine Kirche eine beliebte Hochzeitskirche. Die Baupläne der 1686 erbauten Kirche sind zwar unsigniert, dürften aber von Giovanni Antonio Dario stammen.

## Architektur
Die einschiffige barocke Kirche mit einem polygonalen Schluss unter einem Satteldach hat einen Dachreiter mit einem Zeltdach. Das Westportal hat einen geraden Sturz mit einem gesprengten Giebel mit einer Türe aus der Bauzeit. Die Fassade im Norden ist komplett geschindelt. Im Norden ist eine zweigeschoßige Sakristei mit einem runden Treppenturm zum Sakristeiobergeschoß und zur Kanzel angebaut. Im Nordwesten ist ein überdachter Treppenaufgang zur Westempore mit einem Pultdach angebaut.
Das Marienbild an der Außenwand ist ein Werk von P. Hildebrand G. Mayer OSB.
Das zweijochige tonnengewölbte Langhaus hat einen rundbogigen Triumphbogen und dahinter einen leicht eingezogenen einjochigen Chor mit Gewölbetonne und einem halbrunden Schluss. Die Decke im Langhaus und Chor trägt barocke Stuckspiegel. Die Sakristei ist im Erdgeschoß kreuzgratgewölbt und hat im Obergeschoß zwei quadratische Fenster zum Chor und eine Flachdecke mit Stuckspiegel. Die Westempore hat zwei Geschoße.

## Ausstattung
Die Kirche hat eine einheitliche Ausstattung aus der Bauzeit. Das Hochaltarbild Unsere liebe Frau mit der lauretanischen Litanei umgeben malte Johann Friedrich Pereth. Der Altar trägt seitlich die Konsolfiguren der heiligen Joseph und Achatius. Der Tabernakel trägt ein bekleidetes Christuskind. Eine Rosenkranzmadonna befindet sich am Triumphbogen. Die Kanzel zeigt Bilder der vier Evangelisten, Christus als Salvator Mundi und unterhalb davon ein kleines Bild Marienkrönung. Die Bilder der hll. Erzengel Michael und Raphael sind aus dem späten 17. Jahrhundert. Weitere Bilder aus dem 18. Jahrhundert zeigen die Kreuzigung, eine Szene mit Christus, und Maria mit Märtyrinnen. Es gibt ein Chorgitter aus der Bauzeit.
Eine Glocke goss Andreas Gartner (1688).